# Hämeenlinna

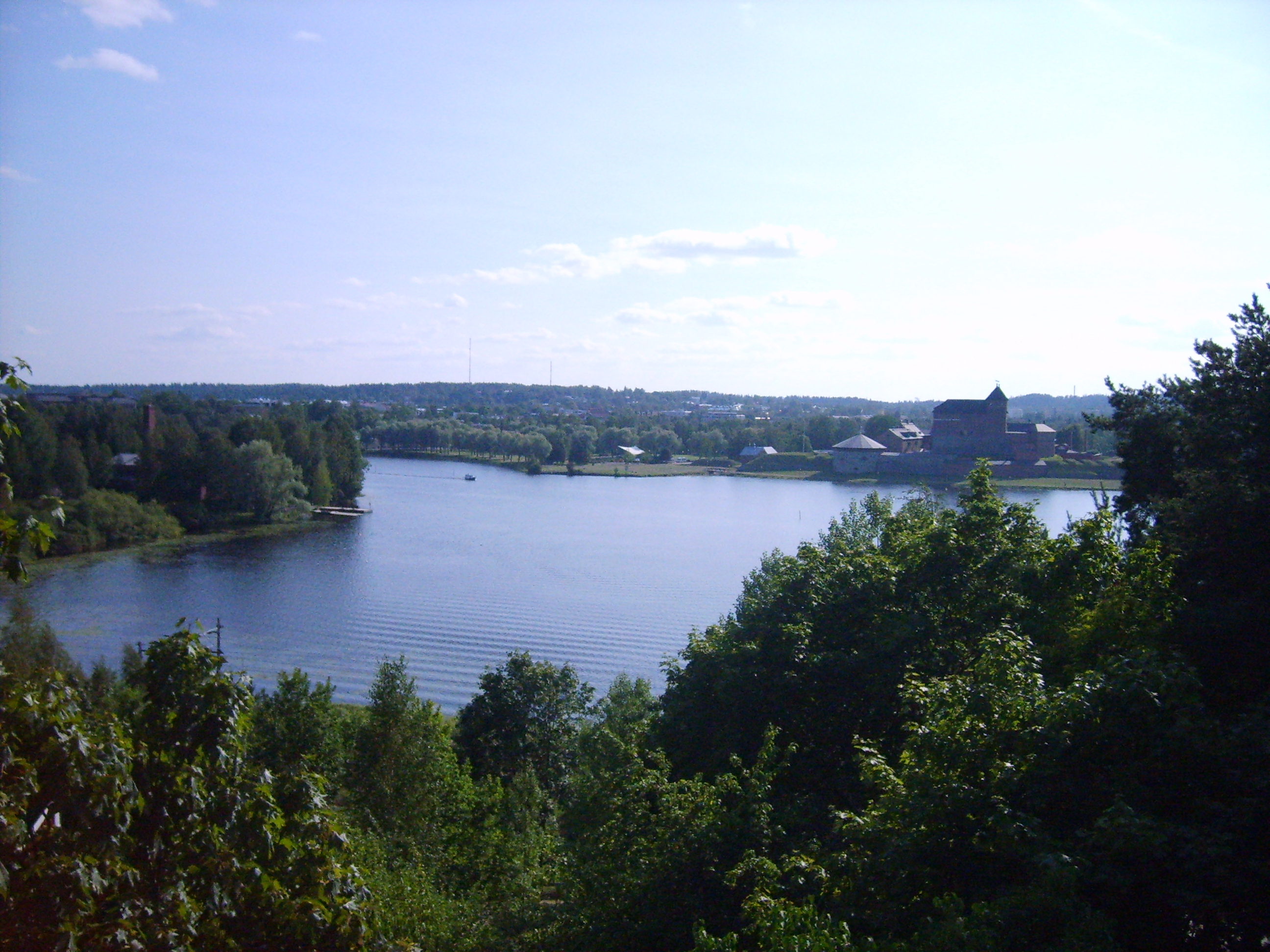
Vista del lago Vanajavesi, al lado de Hämeenlinna. El Castillo de Häme es visible a la derecha.

Hämeenlinna (en sueco: Tavastehus) fue la capital administrativa de la provincia de Finlandia del Sur hasta 2009 y contaba con 46.914 habitantes (2004). Está situada a 100 kilómetros al norte de Helsinki, la capital finlandesa, y a 73 kilómetros al sur de Tampere, la segunda ciudad del país. La ciudad debe su nombre al castillo (en finés linna) llamado Castillo de Häme, que data del siglo XIII. Hämeenlinna fue la primera población finlandesa situada en el interior del país que consiguió, en 1638, la categoría de ciudad.